# Bipiramide quadrata giroelongata
In geometria solida, la bipiramide quadrata giroelongata è un solido di 16 facce che può essere costruito, come intuibile dal suo nome, allungando una bipiramide quadrata, ossia un ottaedro, attraverso l'aggiunta di un antiprisma quadrato tra le sue due metà congruenti. 

## Caratteristiche
Nel caso in cui le facce della bipiramide siano tutte triangoli equilateri, allora essa diventa uno dei 92 solidi di Johnson, in particolare il J12, ossia un poliedro strettamente convesso avente come facce dei poligoni regolari ma comunque non appartenente alla famiglia dei poliedri uniformi, e il fatto che le sue facce siano tutte costituite da triangoli equilateri la rende un deltaedro, in particolare uno degli otto deltaedri strettamente convessi.

## Formule
Considerando una bipiramide quadrata giroelongata avente come facce dei triangoli equilateri aventi lato di lunghezza {\displaystyle a}, le formule per il calcolo del volume {\displaystyle V}, della superficie {\displaystyle A} e dell'altezza {\displaystyle h} risultano essere:
{\displaystyle V={\frac {a^{3}}{3}}\left({\sqrt {2}}+{\sqrt {4+3{\sqrt {2}}}}\right);}
{\displaystyle A=4{\sqrt {3}}a^{2};}
{\displaystyle h=\left({\sqrt {1-{\frac {1}{2+{\sqrt {2}}}}}}+{\frac {2}{\sqrt {2}}}\right)a.}

## Poliedro duale
Il poliedro duale di una bipiramide quadrata giroelongata è un trapezoedro quadrato troncato, il quale ha dieci facce: otto pentagonali e due quadrate.
| Poliedro duale | Sviluppo piano del duale |
| -------------- | ------------------------ |
|                |                          |